# Boarmia delika
Boarmia delika là một loài bướm đêm trong họ Geometridae.